# Ducezio
Ducezio (Doukétios) (in greco antico: Δουκέτιος?; Nea o Mene, 488 a.C. – Kalè Aktè, 440 a.C.) fu re dei Siculi dal 460 a.C. al 450 a.C.

## Biografia
Non sappiamo il vero nome di Ducezio. Il suo nome, in greco, sta per: "colui che viene chiamato 'douk'". Difatti la parola 'douk' significa "guida, capo", con la stessa etimologia di "dux" in latino (siculo e latino erano lingue strettamente imparentate). Nato nella Sicilia sud orientale, Ducezio era un uomo dotato di grande carisma, che riuscì a conquistare l'animo dei Siculi che da alcuni secoli erano oppressi dalla dominazione greca.
Egli sfruttò la situazione per cercare di riaffermare la supremazia dei nativi su quella dei conquistatori. Fondò Paliké nel 453 a.C., nei pressi del santuario eretto vicino ai due laghi solfurei, sacri ai gemelli Palici, figli del dio siculo Adrano (a cui venne dedicata l'omonima città). Anni prima aveva portato Menainon dalle colline in pianura nel 459 a.C. Fondò pure Menainon e Noai, se si tiene fede alla versione di una sua nascita a Menai. Il suo regno, noto come Syntèleia, raggruppava tutte le città sicule eccetto Ibla.
La sua carriera militare iniziò quando, alleato dei siracusani, sconfisse le forze dell'ex tiranno Trasibulo e i mercenari del catanese Dinomene. La sua prima impresa da generale autonomo fu quella di conquistare Aitna (già Inessa, presso l'attuale Paternò), sotto l'influenza siracusana da molto tempo. La ragione di questa conquista sta nel fatto che lì si erano stabiliti quelli che furono i mercenari di Gelone, in terre sottratte ai siculi. Nel 460 a.C. venne eletto re del suo popolo. Fu in grado di battere siracusani e agrigentini in campo aperto, e di conquistare l'importante piazzaforte di Motyon. Il generale siracusano, l'aristocratico Bolcone, in patria fu accusato di tradimento, per giustificare la sua sconfitta subita proprio sotto le mura di Paliké, venendo così processato e giustiziato.
Nel 452 a.C. le città greche di Siracusa e Akragas si allearono e gli dichiararono guerra congiuntamente, a risposta di una grossa offensiva del re siculo. Nel 450 a.C. questi venne sconfitto a Nomai (forse errata trascrizione di Noai), e nonostante fosse riuscito a infliggere perdite pesanti ai greci, non riuscì a impedire la rotta del proprio esercito. Fu sconfitto successivamente a Motyon (vicino a San Cataldo), dove si erano arroccati molti dei superstiti della battaglia precedente. Dopo un breve assedio i greci costrinsero i siculi a evacuare il forte. La causa della sconfitta di Ducezio sta, probabilmente, nella soverchiante superiorità numerica del nemico. Il re venne abbandonato dai suoi. È ragionevole pensare che la popolazione sicula credesse più opportuno accordarsi coi greci piuttosto che continuare una guerra impari. Questo denota come lo scontro tra greci e nativi non fosse totale, bensì suscettibile a compromessi, soprattutto tra le file dell'aristocrazia. Ducezio allora, avendo le sue forze disertato e temendo di venir ucciso o consegnato al nemico, nottetempo abbandonò il campo e andò agli altari nell'agorà di Siracusa, come supplice. La dirigenza della città lo accolse e decise di risparmiarlo, esiliandolo a Corinto. Nel 444 a.C. rientrò in Sicilia e fondò Kalè Aktè, presso l'odierna Caronia, con coloni corinzi e nativi; lì morì quattro anni dopo di malattia, quando stava escogitando un modo di tornare al potere sui siculi, nello stesso anno della distruzione di Paliké.

## Considerazioni
La parabola della vita di Ducezio è stata interpretata in vari modi. Alcuni vi vedono il simbolo di un'ultima resistenza indigena contro i coloni greci. Federica Cordano ha dichiarato che l'epoca di Ducezio fu: «il momento di migliore autocoscienza dei siculi». Altri vi vedono un tentativo di modernizzare la società sicula ispirandosi a quella greca, il che spiegherebbe la tendenza di Ducezio a fondare nuovi centri, imitando probabilmente la tendenza siceliota a fondare in Sicilia colonie interne, per espandere la propria influenza. Si potrebbe dire in senso lato che, al fine di comprendere meglio il fenomeno ventennale di Ducezio, il re abbia sfruttato abilmente un vero e proprio culto della personalità, intriso di valori assimilabili all'esaltazione dell'ethnos siculo, tramite anche la scelta di onorare la religione tradizionale del suo popolo tramite Paliké. A Ducezio si deve, tenendo fede a quanto trasmesso dagli storici greci, l'unica organizzazione statale avanzata e centralizzata mai avuta dai nativi in Sicilia.
Le frange del nazionalismo siciliano hanno interpretato la figura di Ducezio come il precursore delle proprie idee, vedendolo come il primo ideologo di una Sicilia libera da domini esterni. Questa interpretazione non è esente da forzature, dato che i greci di Sicilia si consideravano come entità politiche autonome dalla madrepatria greca, pur conservandone tutte le caratteristiche sociali, politiche e antropologiche tipiche. Difatti lo stesso termine "siceliota", attribuito a chi, greco per etnia, vivesse in Sicilia, denota anche una propria identità. Identità affermata chiaramente dalle parole di Ermocrate al Consiglio di Gela, nel 424 a.C., con le parole: «né ioni né dori, ma sicilioti». Non si deve però commettere un altro errore, cioè di credere che questo consiglio abbia decretato la fusione, da pari, di nativi e greci in una sola identità, che altri nazionalisti siciliani vedono come la nascita del popolo siciliano (in verità la sicilianità in senso moderno nascerà solo nel corso del Medioevo). Se è vero che delegazioni dei nativi furono accolte a Gela, è anche vero che questo rappresentava, da parte dei greci, la possibilità dei primi a farsi assimilare alla civiltà dei secondi (non si scordi la tendenza all'etnocentrismo tipicamente greca). Questo allora mette in luce come anche le idee di Ducezio fossero motivate sostanzialmente da etnocentrismo, e qui si può anche vedere una reazione uguale e opposta alla mentalità greca del periodo. 